# Andreas Artur Reichelt
Andreas Artur Reichelt (* 1977) ist ein deutscher Schriftsteller.

## Leben und Werk
Andreas Artur Reichelt ist der jüngste Sohn von Manfred Reichelt (1947–1996), einem volkstümlichen bayerischen Maler. Den frühen, alkoholbedingten Tod seines Vaters und die schwierigen Familienverhältnisse verarbeitete Reichelt später in seiner selbst publizierten Novelle Ereigniskette. Reichelt absolvierte eine Ausbildung zum Masseur, und arbeitete in Kurhäusern in Bad Füssing. 2018 absolvierte er eine Ausbildung zum Videojournalisten bei Niederbayern TV Passau.
Neben seiner Arbeit malte er. 2009 begann er mit der Arbeit an einem Roman im Kurmilieu. Als Zielgruppe strebte er ältere Menschen an. Reichelt veröffentlichte Saisonabsch(l)uss 2015 bei Epubli im Eigenverlag. Im Folgejahr erschien das Buch dann im Wellhöfer Verlag. Im Anschluss folgte die Fortsetzung mit den gleichen Protagonisten, betitelt Haderlump, wieder im Selfpublishing, im Folgejahr beim Acabus Verlag. Im Februar 2018 erschien der dritte Teil der Romanserie mit dem Titel Brezensalzer. Dieser spielt teilweise auf Sylt. Im Jahr 2019 wurde mit dem Roman Der Sohn des Hofmarksrichters der erste Historienroman des Autors im Gmeiner Verlag veröffentlicht. Im selben Jahr erschien die englische Übersetzung des Romans Übelst unter dem Titel Up the creek: a quirky comedy. Im Jahr 2020 veröffentlicht der Autor mit einem Freund zusammen das Buch da.sein.leben. im Wreaders Verlag.
Nebenprojekte und Kinderbücher veröffentlicht der Autor hauptsächlich über die Self-Publishing-Plattform Twentysix.

### Romane
- Saisonabsch(l)uss. Ein Bad Füssing Krimi. Wellhöfer Verlag, 2016, ISBN 978-3-95428-198-5.
- Haderlump. Eine Bayernkomödie. Acabus Verlag, 2017, ISBN 978-3-86282-509-7.
- Rockabilly Wedding. Wenn alles anders kommt ... Twentysix, 2017, ISBN 978-3-7407-3418-3.
- Brezensalzer. Eine Bayernkomödie. Acabus Verlag, 2018, ISBN 978-3-86282-512-7.
- Übelst, Franzius Verlag, 2018, ISBN 978-3-96050-139-8.
- Der Sohn des Hofmarksrichters, Gmeiner Verlag, 2019, ISBN 978-3-8392-2514-1.

### Kinder- und Jugendbücher
- JoJo & Jules – Die Schatzsuche. Twentysix 2016, ISBN 978-3-7407-1231-0.
- JoJo & Jules – Im Erlebnispark. Twentysix, 2016, ISBN 978-3-7407-2603-4.
- JoJo & Jules retten den Wald. Twentysix, 2020, ISBN 978-3-7407-6461-6.
- Das große Natur-Lesebuch. (zusammen mit Matthias Schneider-Dominco). Twentysix 2017, ISBN 978-3-7407-2748-2.
- Die Zeitreisen des Bartholomeus von Bennigsbach – London, Babylon. Twentysix 2017, ISBN 978-3-7407-2973-8.

### Novellen/Erzählungen
- Die Flutnovelle. Twentysix, 2016, ISBN 978-3-7407-1493-2.
- Ereigniskette. Books on Demand, 2016, ISBN 978-3-7431-4109-4.
- Die Kunst der Natur. Twentysix, 2017, nur als E-Book.
- Stille Liebe. Twentysix, 2017, nur als E-Book.
- Flackernde Mutterliebe. Twentysix, 2017, nur als E-Book.
- Im Kaffeehaus. Twentysix, 2017, nur als E-Book.
- da.sein.leben – Erzählungen (zusammen mit Matthias Schneider-Dominco), Wreaders Verlag, 2020, ISBN 978-3-96733-060-1.

### Lyrik
- Von Mauern und Grenzen. Sperling Verlag, 2018, ISBN 978-3-942104-77-7, Lyrik Anthologie mit Beteiligung des Autors.

### Übersetzungen
- Up the creek: a quirky comedy (Originaltitel: Übelst), Franzius Verlag, 2019